# Ktima
Ktima (en grec : Κτήμα) est un site archéologique de Chypre.

## Histoire
Ktima est connu pour sa nécropole découverte par la mission Jean Bérard en 1953-1955.